# Mahmut Atalay
Mahmut Atalay (* 30. März 1934 in Çorum; † 4. Dezember 2004 in Ankara) war ein türkischer Ringer. Er war Olympiasieger 1968.

## Leben
Mahmut Atalay wuchs in Çorum in Kleinasien auf. Als Jugendlicher betätigte er sich, wie der Großteil der türkischen Weltklasseringer, beim Öl-Ringkampf. Im Alter von 18 Jahren begann er 1952 mit dem olympischen Ringen. Er brauchte verhältnismäßig lange, bis er in die türkische Spitzenklasse der Freistilringer hineingewachsen war. Erst Ende der 1950er Jahre wurde er im Alter von 25 Jahren in die türkische Nationalmannschaft der Ringer aufgenommen.
In der Nationalmannschaft hatte er im Laufe seiner Karriere einige sehr bekannte und gute Trainer wie Adil Candemir, Celal Atik, Nasuh Akar und Halit Balamir. Nachdem der Olympiasieger von 1960 İsmail Ogan, der in Mahmuts Gewichtsklasse rang, seine aktive Laufbahn beendete, war der Weg für diesen für die internationalen Meisterschaften frei. Ab 1961 startete er für die Türkei bis 1968 bei vielen Meisterschaften. Es dauerte jedoch bis 1965, ehe er eine internationale Medaille erringen konnte. Da die türkischen Ringer im freien Stil zusammen mit den sowjetischen Sportlern und den US-Amerikanern zu den stärksten der Welt zählen, verwundert es, dass Mahmut Atalay vom türkischen Ringerverband so viele Chancen erhielt. Letztendlich rechtfertigte er dieses Vertrauen, als er 1966 Weltmeister und 1968 Olympiasieger wurde. Bemerkenswerte Siege gelangen ihm dabei über die Weltklasseringer Abdollah Movahed, Iran, Guliko Sagaradse und Sarbeg Beriaschwili, beide UdSSR und Enju Waltschew Dimow, Bulgarien.
Seit Beendigung seiner aktiven Ringerlaufbahn lebte der ehemalige Staatsangestellte in Ankara. Dort starb er am 4. Dezember 2004 an den Folgen eines Herzinfarktes.

## Internationale Erfolge
Legende: OS = Olympische Spiele, WM = Weltmeisterschaft, EM = Europameisterschaft, F = Freistil, Le = Leichtgewicht (damals bis 70 kg Körpergewicht), We = Weltergewicht (damals bis 73 kg bzw. 78 kg Körpergewicht)
- 1959, 1. Platz, Mittelmeer-Spiele in Beirut, F, W;
- 1961, 8. Platz, WM in Yokohama, F, We, nach einem Unentschieden gegen Günther Maritschnigg, BRD und einer Niederlage gegen Robert Clark, Australien;
- 1962, 9. Platz, WM in Toledo/USA, F, Le, mit Sieg über Jan Kuczyński, Polen, einem Unentschieden gegen Kazuo Abe, Japan und einer Niederlage gegen Mohammad-Ali Sanatkaran, Iran;
- 1963, 4. Platz, WM in Sofia, F, Le, mit Siegen über Adolf Franke, DDR, Joseph Mewis, Belgien, Gregory Ruth, USA und Abdollah Movahed, Iran und einer Niederlage gegen Sarbeg Beriaschwili, UdSSR;
- 1964, 4. Platz, OS in Tokio, F, Le, mit Siegen über Sarbeg Beriaschwili, Stefanos Ioannidis, Griechenland, Muhamad Bashir, Pakistan, Carlos Verio, Argentinien und einer Niederlage gegen Iwao Horiuchi, Japan;
- 1965, 2. Platz, WM in Manchester, F, Le, mit Siegen über D. Gleeson, Irland, Udey Chand, Indien, Dandsandardschaagiin Sereeter, Mongolei, Enju Waltschew Dimow, Bulgarien, einem Unentschieden gegen Sarbeg Beriaschwili und einer Niederlage gegen Movahed;
- 1966, 2. Platz, EM in Karlsruhe, F, We, mit Siegen über Ion Popescu, Rumänien, Roland Gachoud, Schweiz, Kurt Elmgren, Schweden, Károly Bajkó, Ungarn, Gaetano De Vescovi, Italien und einem Unentschieden gegen Juri Schachmuradow, UdSSR;
- 1966, 1. Platz, WM in Toledo/USA, F, We, mit Siegen über Ruran Aladzhikow, Bulgarien, Jésus Blanco, Argentinien, Chorloogiin Bajanmönch, Mongolei und Guliko Sagaradse, UdSSR;
- 1967, 1. Platz, Balkan-Spiele in Yanbolu, F, We;
- 1967, 2. Platz, EM in Istanbul, F, We, mit Siegen über Martin Heinze, DDR, Jummy Martinetti, Schweiz, Bajko, Aladzhikow und einem Unentschieden gegen Juri Schachmuradow;
- 1967, 4. Platz, WM in Neu-Delhi, F, We, mit Siegen über Tatsuo Sasaki, Japan, Klaus Kasel, DDR, Pürewiin Dagwasüren, Mongolei, Ghadeer Yaghoubi, Iran und einer Niederlage gegen Sagaradse;
- 1968, Goldmedaille, OS in Mexiko-Stadt, F, We, mit Siegen über Osvaldo Ferrari, Italien, Steven Combs, USA, Suk Young-Suk, Nordkorea, Daniel Robin, Frankreich, Ali-Mohammed Momeni, Iran und einem Unentschieden gegen Pürewiin Dagwasüren